# سورة الأعلى
هي سورة مكية، من المفصل، آياتها 19، وترتيبها في المصحف 87، في الجزء الثلاثين، بدأت بفعل أمر ﴿سَبِّحِ اسْمَ رَبِّكَ الْأَعْلَى ۝١﴾، نزلت بعد سورة التكوير، والأعلى هو أحد أسماء الله الحسنى.
الأعلى هو الأسم المكتوب بالمصاحف، وأغلب كتب التفسير. فقد ورد في السنة (سبح اسم ربك الأعلى)من حديث البراء بن عازب  وحديث جابر رضي الله عنه  وغيره من الاحاديث، كما سماها بعض الصحابة (سبح)وما هو إلا ذكر لأولها  وأهم موضوع فيها

## محور السورة
من أهم الآيات المثبتة لصفات الله عز وجل هي التي تثبت صفة العلو ، وتعتبر سورة الأعلى من السور المثبتة لهذه الصفة تطابقا وتضمنا ولزوما، ذاتا وقدرا وقهرا. فكانت السورة تمكينا للدين من القلوب بتعلقها بخالقها وإسلام الوجه له وحده، فكان محور سورة الأعلى هو الدعوة للاجتماع على الاستمساك بالعروة الوثقى.

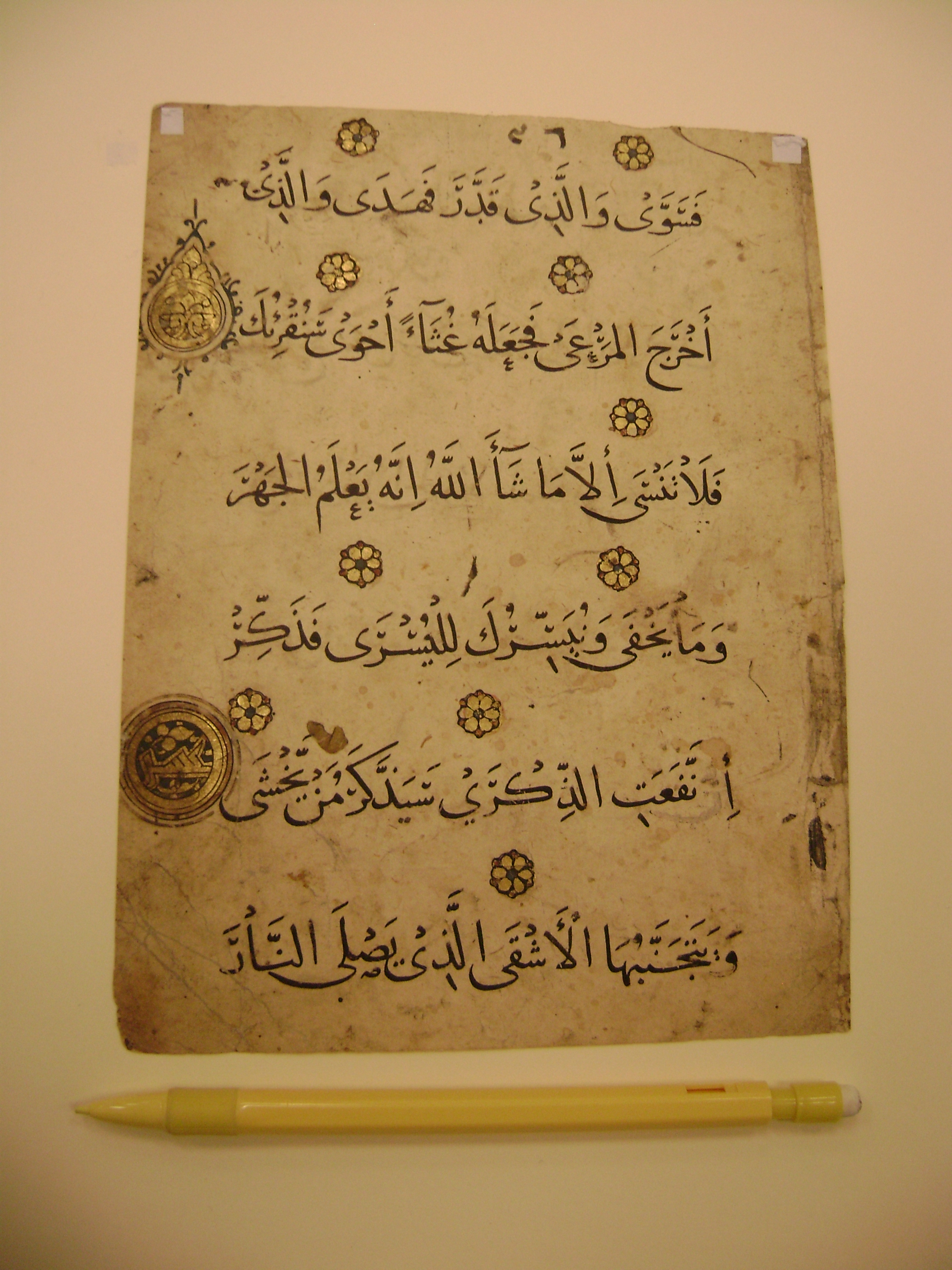
آيات من سورة الأعلى خطت في عهد المماليك.

## فضل السورة
كان رسول الله صلي الله عليه وسلم يقرأ بها في الجمعة والعيدين والوتر," فعن النعمان بن بشير: كان رسول الله صلي الله عليه وسلم يقرأ يوم الجمعة في
الجمعة ب ﴿سَبِّحِ ٱسمَ رَبِّكَ ٱلأَعلَى ﴾ و ﴿هَلْ أَتََكَ حَدِيث الْغَاشِيَةِ﴾ فإذا اجتمع العيد والجمعة في يوم
واحد قرأ بهما جميعا في الجمعة والعيد."
عن عبد الله بن الحارث قال: آخر صلاة صلاها رسول الله صلّى الله عليه وسلم المغرب فقرأ في الركعة الأولى بسبح اسم ربك الأعلى وفي الثانية بقل يا أيها الكافرون.

## ‌مناسبتها لما قبلها
ختمت سورة «الطارق» - قبل هذه السورة بقوله تعالى: «إِنَّهُمْ يَكِيدُونَ كَيْداً. وَأَكِيدُ كَيْداً. فَمَهِّلِ الْكافِرِينَ أَمْهِلْهُمْ رُوَيْداً» وفي هذا تهديد للمشركين، وتطمين لقلب النبي- صلى الله عليه وسلم-، وحماية له من هذا الكيد الذي يكاد له، فناسب أن تجئ بعد ذلك سورة «الأعلى» مبتدئة بقوله تعالى: «سَبِّحِ اسْمَ رَبِّكَ الْأَعْلَى» ، ففى هذا الاستفتاح دعوة إلى تمجيد الله وتعظيمه، والتسبيح بحمده، إلى أن أخذ الظالمين بظلمهم، وأبطل كيدهم.

## مناسبات داخلية في السورة
اختصت السورة باسم الله (الأعلى) المتفرد بالعلو المطلق الذي لا شئ أعلى منه، فهو الأصل لجميع الخيرات الواقى من عموم الزلات.وكان الأمر (سبح) إشارة إلى الاستعانة بالذكر في التزام الأوامر والنواهى، فقد أفلح من اتصل بالعلى الأعلى

## موضوعات السورة

### المقطع الأول﴿سَبِّحِ اسْمَ رَبِّكَ الْأَعْلَى۝١﴾[الأعلى:1]
التسبيح هو التمجيد والتنزيه واستحضار الصفات الحسنى لله، والحياة بين إشعاعاتها وإشراقها ومذافاتها بالقلب والشعور، وليست هي مجرد ترديد لفظ : سبحان الله !
- بيان الأصل الأول من أصول الإيمان، وهو الإيمان بالله وتوحيده في ربوبيته وألوهيته وأسمائه وصفاته، المذكور في حديث جبريل.
- جمعت الآية بين صفتى الربوبيه والعلو، ولازم ربوبيته علو ذاته وصفاته، وعلو قهره وغلبته,[14] فلنسبحه ولنحمد فوقيته بالخضوع له وحسن اللجوء إليه، فالانقطاع إليه أعلى الجاه، والرضا به منتهاه، فهذا سبيل العروة الوثقى للنجاة.
- الاستعلاء هو طلب العلاء وهي الرفعة [15]، فبالتسبيح ودوام ذكر الله يكون الاتصال بذو العلو سبحانه، رغبة في الرفعة والغلبة قال تعالى ﴿وَلا تَهِّنوا وَلا تَحْزَنوا وَأَنْتم الأعْلَوْن إِّ ن كنْتمْ مؤْمِّنِّينَ ﴾[16] فهو استعلاء إيمانى.

### المقطع الثاني﴿الَّذِي خَلَقَ فَسَوَّى۝٢وَالَّذِي قَدَّرَ فَهَدَى۝٣﴾[الأعلى:2–3]
والله الذي خلق كل شيء فسواه، فأكمل صنعته، وبلغ به غاية الكمال الذي يناسبه ..والذي قدر لكل مخلوق وظيفته وغايته فهداه إلى ما خلق لأجله، وألهمه غاية وجوده، وقدر له ما يصلحه مدة بقائه، وهداه إليه أيضاً
﴿وَالَّذِي أَخْرَجَ الْمَرْعَى ۝٤﴾ [الأعلى:4]
والمرعى كل نبات ويخرج في أول أمره خضراً، ثم يذوي فإذا هو غثاء، أميل إلى السواد فهو أحوى، وقد يصلح أن يكون طعاماً وهو أخضر، ويصلح أن يكون طعاماً وهو غثاء أحوى . والإشارة إلى حياة النبات توحي بأن كل نبت إلى حصاد وأن كل حي إلى نهاية وهي اللمسة التي تتفق عن الحديث عن الحياة الدنيا والحياة الأخرى ...والحياة الدنيا كهذا المرعى، الذي ينتهي فيكون غثاء أحوى ..والآخرة هي التي تبقى .
﴿فَجَعَلَهُ غُثَاءً أَحْوَى ۝٥﴾

### المقطع الثالث﴿سَنُقْرِئُكَ فَلَا تَنْسَى۝٦﴾[الأعلى:6]
تبدأ البشرى برفع عناء الحفظ لهذا القرآن والكد في إمساكه عن عاتق الرسول – صلى الله عليه وسلم _ فعليه القراءة يتلقاها عن ربه، وربه هو المتكفل بعد ذلك بقلبه، فلا ينسى ما يقرئه ربه . وهي بشرى لأمته من ورائه، تطمئن إلى أصل هذه العقيدة . فهي من الله . والله كافلها وحافظها في قلب نبيه .وهذا من رعايته سبحانه، ومن كرامة هذا الدين عمده، وعظمة هذا الأمر في ميزانه .
﴿فَذَكِّرْ إِنْ نَفَعَتِ الذِّكْرَى ۝٩﴾ [الأعلى:9]
الذكرى تنفع دائماً، ولن تعدم من ينتفع بها ولن يخلو جيل ولن تخلو أرض ممن يستمع وينتفع، مهما فسد الناس وقست قلوبهم وران عليها الحجاب .
قد يفهم بعضنا هذه الآية لأول وهلة بشكل خاطئ فيقول: إن نصائحي لم تفد ولم تأت بخير. أو يقول: لقد أسديت النصح لفلان خمسين مرة ولكنه لم ينتفع. ثم يتوقف بناء على ذلك عن إسداء النصح والإرشاد لمن هو مسؤول على نصحهم وإرشادهم. وكأن الآية جعلت الاستمرار في التذكير مشروطا باستجابة الناس للتذكير وانتفاعهم به. بينما الحقيقة التي تشير إليها هذه الآية حقيقة أخرى مغايرة تماما لهذا الفهم. إنها تعلِّم كل من كان منا مسؤولا عن التذكير والإرشاد والنصح (كلٌّ بحسب موقعه في المجتمع) أن يقوم بواجبه اتجاه من هو مسؤول عنهم. وتقول له: إن كان تذكيرك صحيحا ومفيدا في حد ذاته فداوم عليه. فالآية من هذا المنظور لا تفيد التقييد، بل تفيد تأكيد هذه المهمة وهذا التكليف. إذن نستطيع أن نقول استنادًا إلى هذه الآية: انصح لأنه لا بد أن تكون هناك فائدة من النصيحة. فالنصيحة الصحيحة مفيدة بالقوة وإن لم يتحقق نفعها لأشخاص معينين بالفعل. نتحدث هنا طبعا عن النصيحة الصحيحة، وهي المستوفية لشروط النصح وآدابه.
أما استفادة السامعين أو عدم استفادتهم فموضوع آخر مستقل. خاصة وأن قوله تعالىقال تعالى في سورة الأعلى: ﴿فَذَكِّرْ إِنْ نَفَعَتِ الذِّكْرَى ۝٩﴾ يعتبر إشارة إلى أن النفع أمر محتمل؛ فالبعض قد لا ينتفع بالإرشادات والنصائح. لذا كان من الضروري معرفة هذه الحقيقة منذ البداية حتى لا يقع الناصح في اليأس والقنوط، وحتى لا يتدخل في أمور هي خارج مهمته ووظيفته بأن يحاول مثلا إلزام الناس بنصائحه وإرشاداته. فقد قال الله عز وجل لأفضل ناصح ومرشد توجه إلى الناس بأفضل النصائح والإرشادات التي استوفت كافة شروط النصح والإرشاد وآدابهما: "قال تعالى في سورة القصص: ﴿إِنَّكَ لَا تَهْدِي مَنْ أَحْبَبْتَ وَلَكِنَّ اللَّهَ يَهْدِي مَنْ يَشَاءُ وَهُوَ أَعْلَمُ بِالْمُهْتَدِينَ ۝٥٦﴾". فمهمة كل ناصح منا هي النصح، والنصح فقط.
﴿وَيَتَجَنَّبُهَا الْأَشْقَى ۝١١﴾ [الأعلى:11]
يتجنب الذكرى فلا يسمع لها ولايفيد منها فهو إذن الأشقى في الدنيا بروحه الخاوية الميتة، التي لاتحس حقائق الوجود ولاتسمع شهادتها الصادقة .
﴿قَدْ أَفْلَحَ مَنْ تَزَكَّى ۝١٤ وَذَكَرَ اسْمَ رَبِّهِ فَصَلَّى ۝١٥﴾ [الأعلى:14–15]
التزكي : التطهير من كل رجس ودنس فالذي تطهر وذكر وصلى، أفلح في دنياه، فعاش موصولاً، حي القلب، شاعراً بحلاوة الذكر وإيناسه وأفلح في أخراه . فنجا من النار الكبرى، وفاز بالنعيم والرضى .
﴿بَلْ تُؤْثِرُونَ الْحَيَاةَ الدُّنْيَا ۝١٦ وَالْآخِرَةُ خَيْرٌ وَأَبْقَى ۝١٧﴾ [الأعلى:16–17]
إن إيثار الحياة الدنيا هو أساس كل بلوى . فعن هذا الإيثار ينشأ الإعراض عن الذكرى، لأنها تقتضيهم أن يحسبوا حساب الآخرة ويؤثروها . وهم يريدون الدنيا . وتسميتها (الدنيا ) لاتجيء مصادفة . فهي الهابطة، الدانية والعاجلة : ( والآخرة خير وأبقى ) خير في نوعها، وأبقى في أمدها . وفي ظل هذه الحقيقة يبدو إيثار الدنيا على الآخرة حماقة وسوء تقدير . لايقدم عليهما عاقل بصير .
﴿إِنَّ هَذَا لَفِي الصُّحُفِ الْأُولَى ۝١٨ صُحُفِ إِبْرَاهِيمَ وَمُوسَى ۝١٩﴾ [الأعلى:18–19]
إن وحدة الحق، ووحدة العقيدة ووحدة المشيئة هي التي اقتضت بعثة الرسل إلى البشر ..إنه حق واحد، يرجع إلى أصل واحد . تختلف جزئياته وتفصيلاته باختلاف الحاجات المتجددة والأطوار المتعاقبة . ولكنها تلتقي عند ذلك الأصل الواحد . الصادر من مصدر واحد من ربك الأعلى الذي خلق فسوي والذي قدر فهدى .

## المصدر
- في ظلال القرآن – سيد قطب .
- أضواء قرآنية في سماء الوجدان، محمد فتح الله كولن، دار النيل للطباعة والنشر، الطبعة الثانية، 1426 هـ - 2006 م، ص 343 – 344. بتصرف.